# Elisabeth Axmann
Elisabeth Axmann, auch Axmann-Mocanu (* 19. Juni 1926 in Siret in der Bukowina, heute Rumänien; † 21. April 2015 in Köln) war eine rumäniendeutsche Schriftstellerin.

## Leben

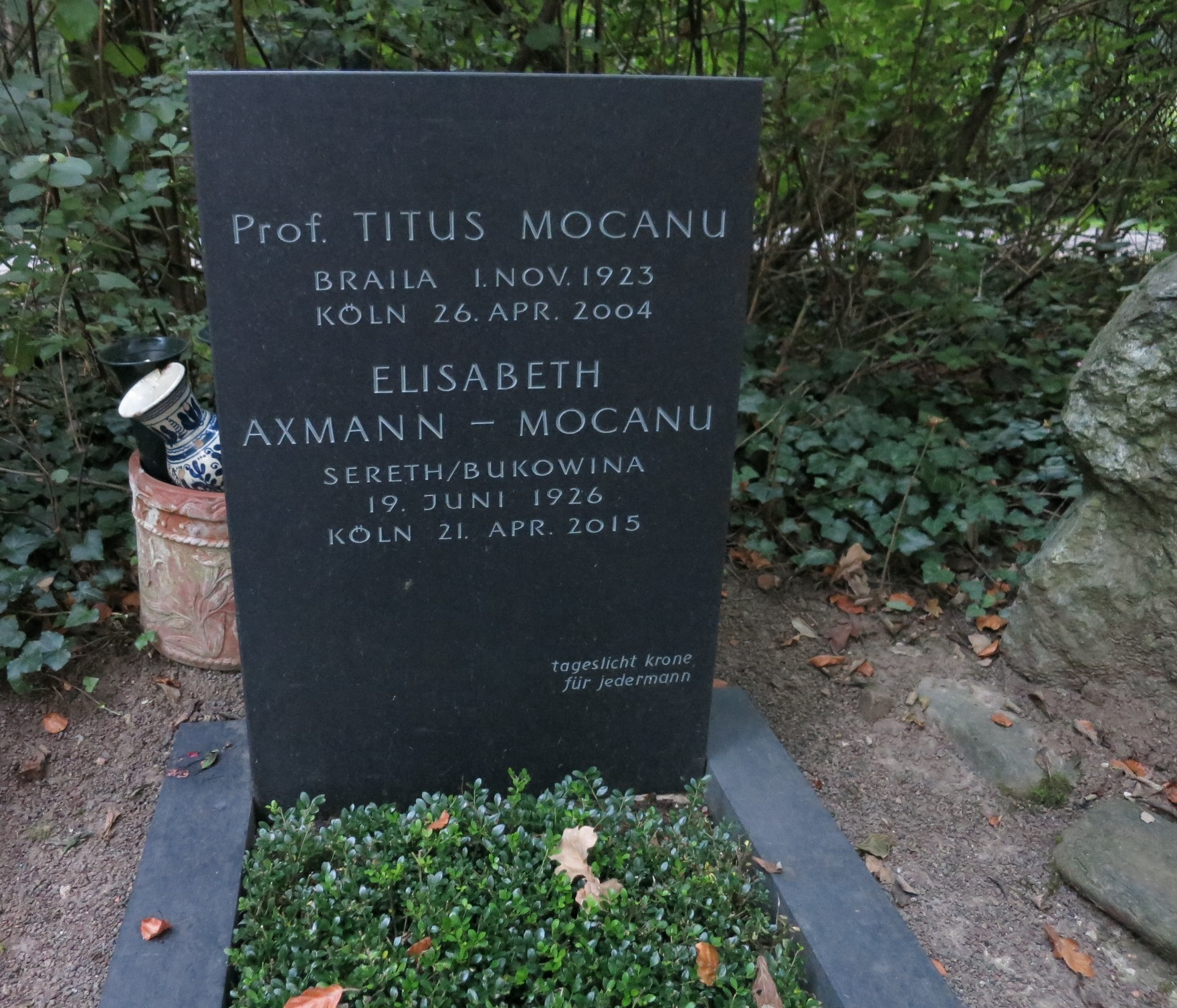
Familiengrabstätte

Elisabeth Axmann verbrachte ihre Kindheit in der Bukowina, der Moldau und Siebenbürgen. 1944 bis 1946 Flucht, Aufenthalte und verschiedene Tätigkeiten in Rumänien. 1946/47 Abitur, 1947 Studium in Hermannstadt. 1954 Heirat und Umzug nach Bukarest, dort bis 1970 Kulturredakteurin bei «Neuer Weg». 1970 Lektorin des Kriterion Verlages. 1972 Redakteurin bei «Neue Literatur». Zahlreiche Übersetzungen. 1977 Flucht aus Rumänien. Seit 1978 hauptsächlich Kunst- und Literaturkritik in rumänischer Sprache.
Axmann war mit Titus Mocanu (1923–2004), Professor der Ästhetik an der Hochschule für Architektur in Bukarest, verheiratet. Sie starb 2015 im Alter von 88 Jahren. Die Grabstätte der Eheleute befindet sich auf dem Kölner Südfriedhof (Flur 36).

## Werke
- Spiegelufer. Gedichte 1968–2004. Rimbaud Verlag, Aachen 2004. ISBN 3-89086-678-6
- Wege, Städte. Erinnerungen. Rimbaud Verlag, Aachen 2005. ISBN 3-89086-627-1
- Fünf Dichter aus der Bukowina (Alfred Margul-Sperber, Rose Ausländer, Moses Rosenkranz, Alfred Kittner, Paul Celan). Rimbaud Verlag, Aachen 2007. ISBN 978-3-89086-561-4
- Die Kunststrickerin. Erinnerungssplitter. Rimbaud Verlag, Aachen 2010. ISBN 978-3-89086-493-8
- Glykon. Gedichte. Rimbaud Verlag, Aachen 2012. ISBN 978-3-89086-447-1

Redaktion:
- Künstler in Hamburg, Kulturbehörde Hamburg (Hrsg.), Christians Verlag, Hamburg 1982, ISBN 978-3-7672-0749-3